# Sunyer
Sunyer, Lleida község Spanyolországban, Lleida tartományban. Sunyer Torres de Segre, Alfés, Sarroca de Lleida, Montoliu de Lleida és Sudanell községekkel határos. Lakosainak száma 313 fő (2024).

## Népesség
A település népessége az utóbbi években az alábbiak szerint változott:
| Lakosok száma | 63   | 479  | 391  | 344  | 313  | 287  | 296  | 307  | 352  | 313  |
|               | 1717 | 1887 | 1936 | 1960 | 1986 | 2004 | 2009 | 2014 | 2019 | 2024 |